# فرودگاه اموناک
فرودگاه اموناک (به انگلیسی: Emmonak Airport) یک فرودگاه همگانی با کد یاتا EMK است که یک باند فرود شن دارد و طول باند آن ۱۴۰۲ متر است. این فرودگاه در شهر اموناک، آلاسکا کشور ایالات متحده آمریکا قرار دارد و در ارتفاع ۴ متری از سطح دریا واقع شده است.